# Diogmites amethistinus
Diogmites amethistinus là một loài ruồi trong họ Asilidae. Diogmites amethistinus được Carrera miêu tả năm 1953. Loài này phân bố ở vùng Tân nhiệt đới.